# سياحة الاستجمام
سياحة الاستجمام أو سياحة الاستشفاء؛ هي السفر لغرض تعزيز الصحة والترفيه من خلال ِلأنشطة البدنية والنفسية والروحية.

## سوق
في إطار اقتصاد المنتجعات الصحية والاستجمام، الذي تبلغ قيمته 3.4 تريليون دولار أمريكي، وتقدر السياحة العلاجية بإجمالي 494 مليار دولار أمريكي أو 14.6 بالمئة من إجمالي نفقات السياحة المحلية والدولية لعام 2013.
اندفعت بالنمو في آسيا والشرق الأوسط وشمال إفريقيا وأفريقيا جنوب الصحراء والدول النامية، ويُتوقع نمو السياحة العلاجية بمعدل أسرع بنسبة 50 بالمئة من صناعة السياحة الإجمالية على مدى السنوات الخمس المقبلة،  ومن المتوقع أن تنمو السوق خلال عام 2014.
سائحو الاستجمام هم عمومًا سائحون ذوو عائدات عالية، وينفقون، في المتوسط، 130 بالمئة أكثر من متوسط   السائح.
 في عام 2013، أنفق سائحو الاستجمام الدوليون نحو 59 بالمئة في الرحلة الواحدة أكثر من متوسط   السائح الدولي؛ إذ ينفق سائحو الاستجمام الدوليين نحو 159 بالمئة من متوسط   السائح المحلي.
تعد سياحة الاستشفاء المحلية أكبر بكثير من نظيرتها الدولية، إذ تمثل 84٪ من السفر العلاجي، و68٪ من النفقات (أو 299 مليار دولار). تمثل سياحة الاستشفاء الدولية 16٪ من رحلات الاستشفاء و32٪ من النفقات (139 مليار دولار للسوق).
ويشمل سوق سياحة الاستجمام السياح الأوليين والثانويين. يركز سائحو الاستشفاء الأوليون اهتمامهم بالكامل على الصحة بينما ينخرط سائحو الاستشفاء  الثانويون بالأنسطة المتعلقة بالصحة جزءًا ثانويًا من الرحلة. ويشكل سائحو الاستشفاء الثانويون الغالبية العظمى (87 بالمئة) من إجمالي رحلات ونفقات هذه السياحة.

## أنواع
يسعى المسافرون بغرض الاستجمام إلى خدمات متنوعة، متضمنةً اللياقة البدنية والرياضة؛ علاجات التجميل؛ نظام غذائي صحي، وإدارة الوزن، والاسترخاء، وتخفيف التوتر.
السياحة الروحية، متضمنةً التأمل واليوغا، سواءً الكلاسيكية أو ممارسة التمارين الرياضية، والتعليم المرتبط بالصحة. قد يبحث  مسافرون الاستجمام عن إجراءات أو علاجات باستخدام الطب التقليدي أو البديل أو التكميلي أو العشبي أو الطب المثلي.
وتوفر منتجعات الصحة والمعتكفات برامج سكنية قصيرة الأجل لمعالجة حالات صحية محددة  والتقليل من الضغوطات وتقديم الدعم لتحسين أسلوب الحياة.
ويمكن للمدرسين أو المدربين أو الأفراد الممارسين في مجال السياحة الصحية أن يؤجروا مراكز منتجع خاصة، الفنادق الصغيرة أو الفنادق الكبيرة، التي تخصص لهذا الغرض.
ويجتمع الرواد في هذا المجال في عطل نهاية الأسبوع في مواقع المقصد لمناقشة إدارة هذه المواقع وتعزيزها. ويمكن أن تقدم السفن السياحية برامج للرفاهية، مثل استخدام المنتجعات الصحية على متنها.

## الأماكن
أصبحت سياحة الاستجمام  الآن سوقًا متخصصة محددة في 30 دولة على الأقل. استحوذ عشرون دولة على 85 بالمئة من نفقات السياحة العلاجية العالمية في عام 2012. وتمثل البلدان الخمسة الأولى وحدها (الولايات المتحدة وألمانيا واليابان وفرنسا والنمسا) أكثر من نصف السوق (59 بالمئة من النفقات).

### شمال أمريكا
بدءًا من عام 2014، تعد الولايات المتحدة أكبر سوق لسياحة الاستشفاء، إذ تبلغ النفقات السنوية المجمعة الدولية والمحلية 180.7 مليار دولار. الولايات المتحدة هي الوجهة الأولى لسياحة الاستشفاء الدولية الوافدة، مع 7.1 مليون رحلة دولية واردة. تعد أوروبا والدول الآسيوية ذات الدخل المرتفع من المصادر الأساسية لسائحي الاستشفاء، الذين يسافرون إلى الولايات المتحدة.
تمثل السياحة الداخلية غالبية (94 بالمئة) من رحلات الاستشفاء في أمريكا الشمالية. يحصل الأمريكيون والكنديون على أيام إجازة قليلة، ويستغرقونها لسياحة الاستجمام، مقارنة بالعاملين في البلدان الأخرى، ما يجعل الرحلات المحلية وعطلة نهاية الأسبوع هي الخيار الأكثر شعبية للسفر للاستجمام.